# История почты и почтовых марок Замбии
История почты и почтовых марок Замбии, государства в Восточной Африке со столицей в Лусаке, бывшей британской колонии Северная Родезия, подразделяется на два периода: период британской колонии Северная Родезия (1924—1964) и период независимости (с 1964).
Замбия является членом Всемирного почтового союза (ВПС; с 1967), а её национальным почтовым оператором выступает компания ZamPost.

## Развитие почты
В 1890-е годы корреспонденция из Северо-Западной Родезии доставлялась гонцом в Булавайо, а почтовые отправления из Северо-Восточной Родезии пересылались через Британскую Центральную Африку до 1895 года.
Дальнейшие изменения в организации и функционировании почтовой службы на территории современной Замбии были связаны со сменой статуса этой страны. В частности, в 1911 году из земель, находящихся под управлением Британской Южно-Африканской компании, была сформирована Северная Родезия, которая получила официальный статус протектората Великобритании в 1924 году. В 1964 году Северная Родезия стала независимым государством под названием Замбия.
|  |

22 марта 1967 года состоялось присоединение почтовой администрации Замбии к ВПС. В современных условиях за почтовое обслуживание в стране отвечает компания ZamPost (Zambia Postal Services Corporation — Корпорация почтовых услуг Замбии).

## Выпуски почтовых марок

### Северная Родезия
До и после появления Северной Родезии на её территории в обращении были почтовые марки Родезии. Получение статуса протектората повлекло и изменение почтовых марок, и 1 апреля 1925 года Северная Родезия эмитировала свои первые марки. На всех 17 марках разных номиналов с надписью англ. «NORTHERN RHODESIA» («Северная Родезия») было изображение кусочка дикой природы со слонами и жирафом и с помещённом сверху профилем короля Георга V. В 1938 году тот же самый рисунок был адаптирован под короля Георга VI.
Первым коммеморативным выпуском Северной Родезии стала серия из пяти марок, вышедшая 30 мая 1953 года в ознаменование столетия со дня рождения Сесиля Родса, вместе с ещё одной маркой, выпущенной в тот же день по случаю посвящённой юбилейной выставке Родса. Поскольку на троне уже была Елизавета II, на марках был помещён её профиль, несмотря на то, что официальные коронационные марки увидели свет только 2 июня:

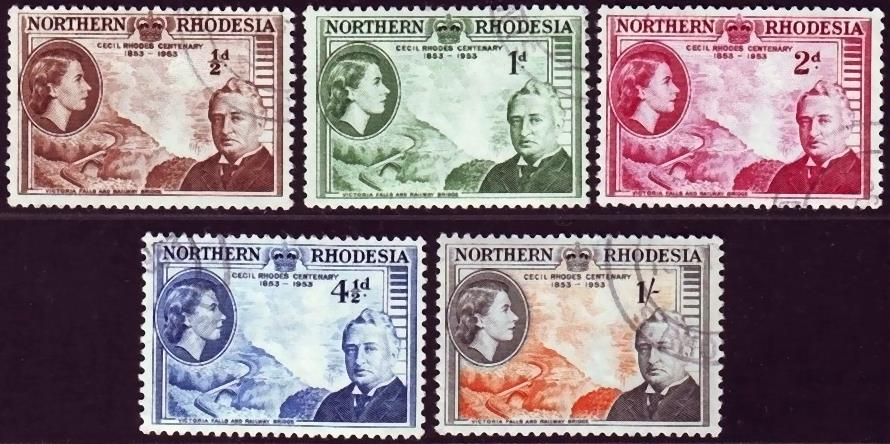
Почтовые марки Северной Родезии в честь 100-летия со дня рождения Сесиля Родса (1953)

В сентябре того же года вышла серия стандартных марок прежнего дизайна, но с профилем новой королевы.

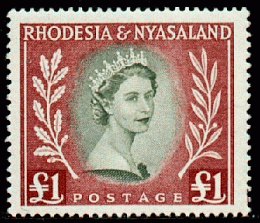
Почтовая марка, выпущенная Федерацией Родезии и Ньясаленда, 1954

### Федерация Родезии и Ньясаленда
В 1953 году Северная Родезия вошла в состав Федерации Родезии и Ньясаленда, и на её территории стали использоваться почтовые марки Федерации вплоть до роспуска последней в 1963 году. 10 декабря 1963 года была выпущена новая стандартная серия с изображением королевы и герба территории, но уже 23 октября 1964 года она была изъята из обращения в связи с обретением Замбией независимости.

### Независимость
Первые почтовые марки независимой Замбии были выпущены 24 октября 1964 года. Это была серия из трёх памятных марок. В тот же день была эмитирована серия из 14 стандартных марок с изображением людей разных профессий и ландшафтов. На марках обеих серий было обозначено новое название государства.

## Другие виды почтовых марок

### Доплатные
Доплатные марки Северной Родезии выходили с 1929 года и имели надпись: «Postage due» («Почтовая доплата»). В 1964 году эмиссию доплатных марок осуществляла также независимая Замбия.

## Каталогизация
В английских каталогах «Стэнли Гиббонс» данные о почтовых выпусках Британской Южно-Африканской компании, Северной Родезии и Замбии находятся в «красных» томах для марок Великобритании и Содружества наций:

Каталог «Стэнли Гиббонс» (красный, 2001) для Великобритании и Содружества, на обложке которого в правом нижнем углу можно увидеть История почты и почтовых марок Британской Южно-Африканской компании 1913 года с портретом короля Георга V и номиналом в 1 фунт стерлингов